# Geer Ban

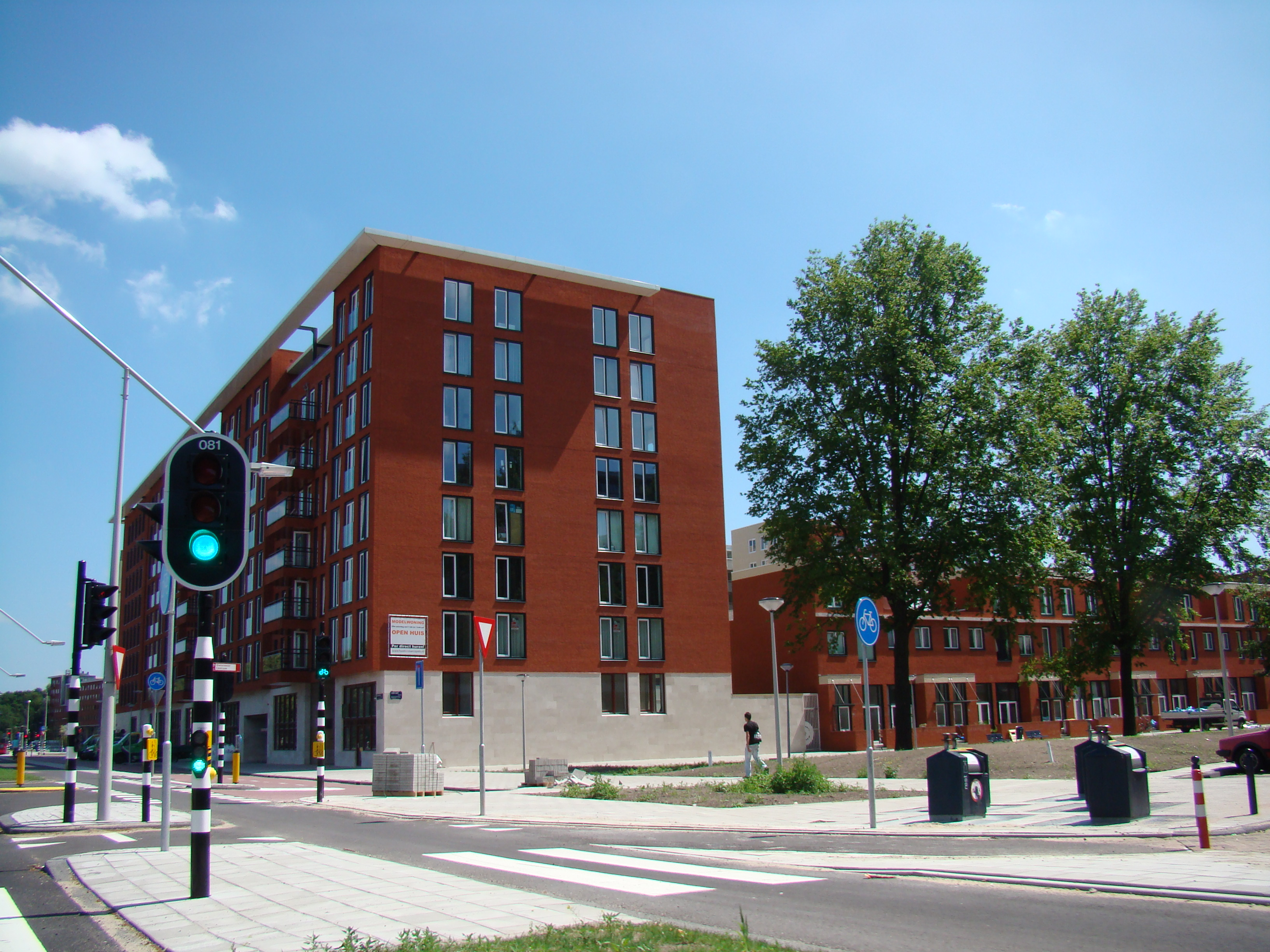
Hoek van Ookmeerweg met Geer Ban

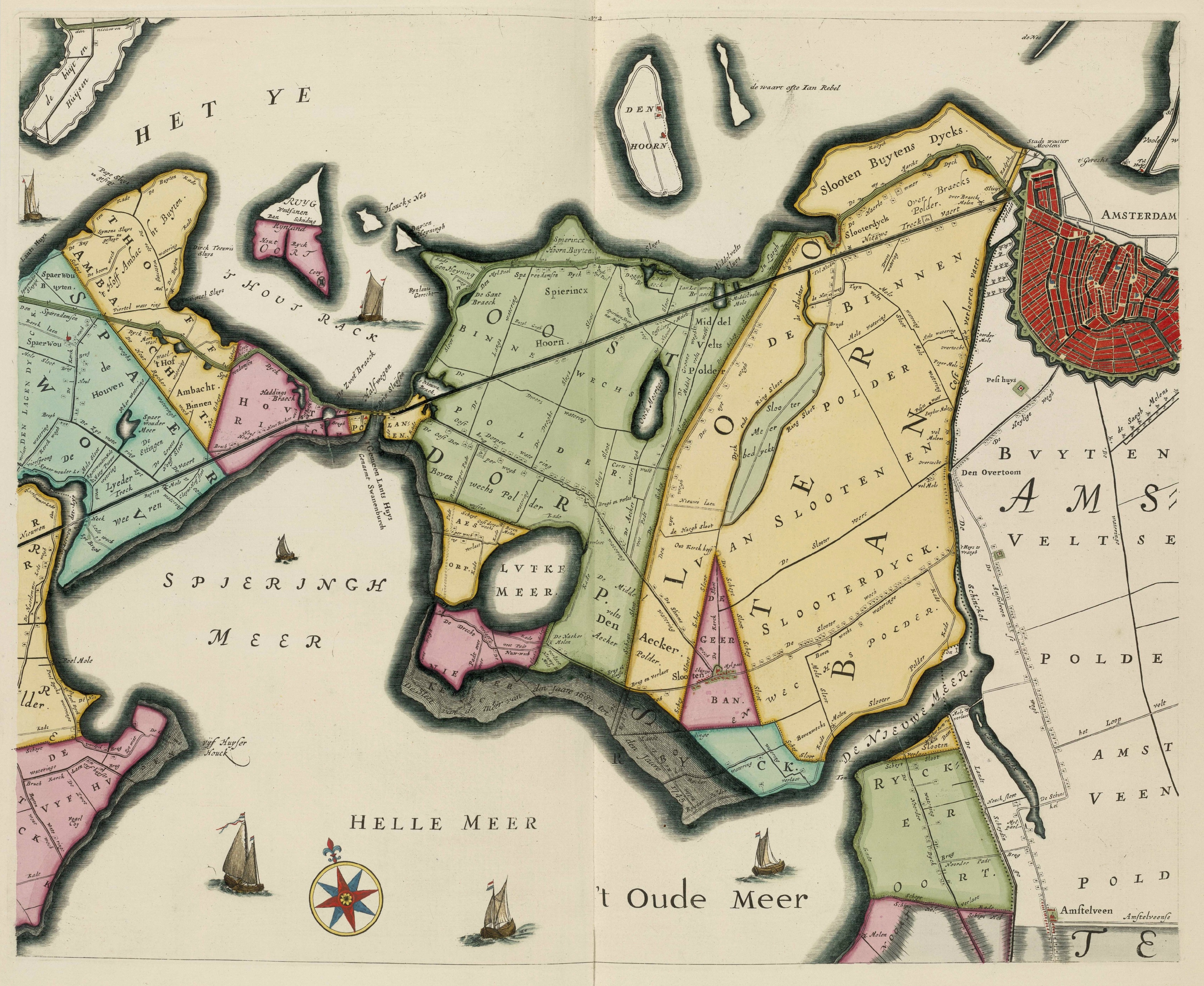
Sloten en omgeving op een kaart van een deel van het Hoogheemraadschap van Rijnland uit 1746, waar de Geer Ban de kern van het dorp beslaat.

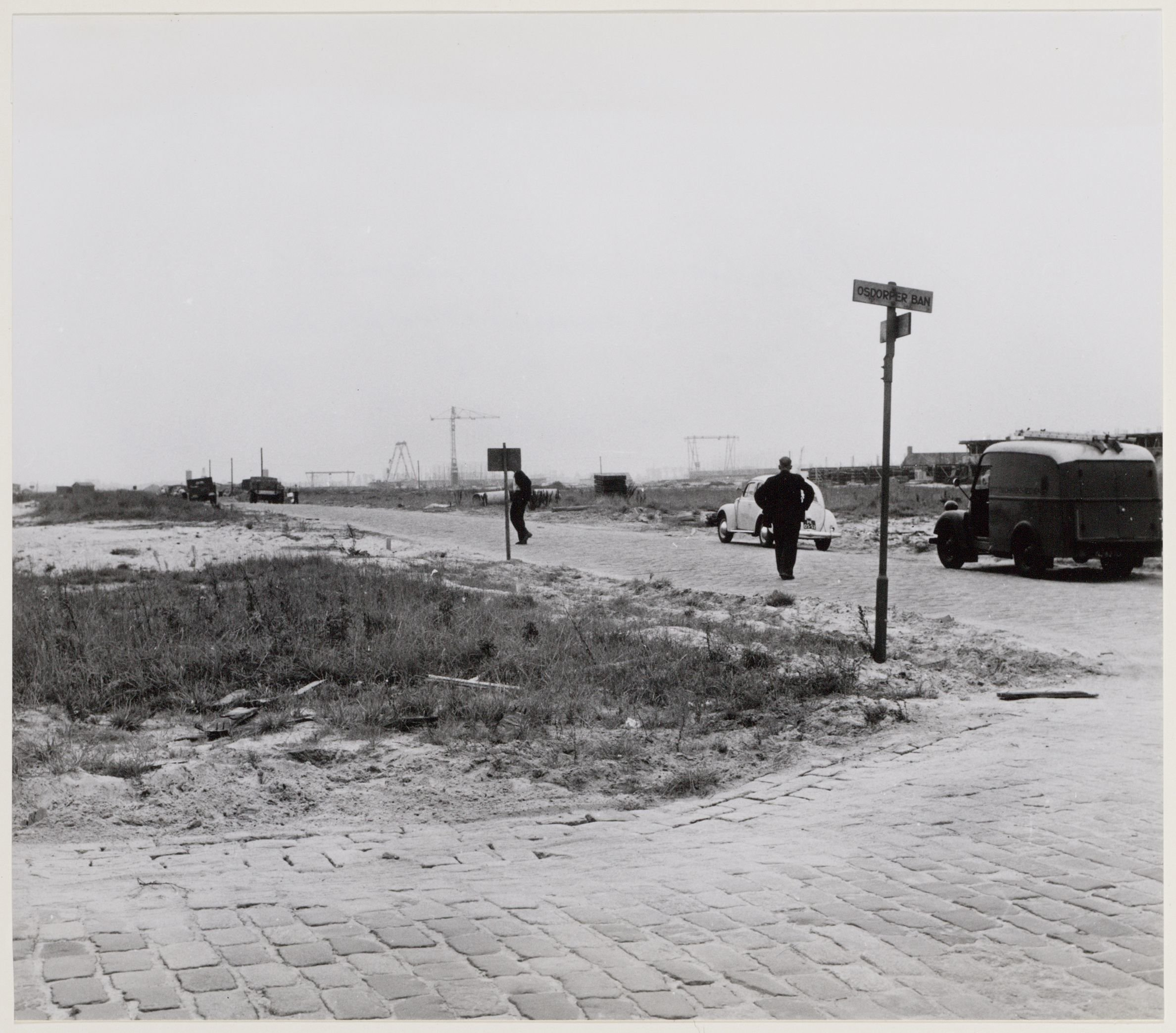
De Geer Ban gezien vanaf de Osdorper Ban, september 1958

De Geer Ban is een straat in het Amsterdamse stadsdeel Nieuw-West. De naam Geer Ban is overgenomen uit de voormalige kern van Sloten waar de naam van 990 tot 1990 bestond. De gemeente heeft met veel tegenzin van de bewoners uit het dorp Sloten de naam gebruikt voor een straat buiten Sloten. Ook tussen de jaren 1950 en 1990 heeft de weg die loopt tussen de Oude Haagseweg en de Plesmanlaan de naam Geer Ban gedragen, tegenwoordig heet deze weg de Anderlechtlaan.

## Huidige straat
Het nog bestaande deel van de straat ligt in de wijk Osdorp en loopt van de Ookmeerweg naar de Osdorper Ban en Meer en Vaart en is nu een woonstraat die niet meer bestemd is voor doorgaand verkeer.

## Plannen en ontwikkeling jaren '60
Oorspronkelijk zou de Geer Ban een belangrijke doorgaande stadsautoweg worden die in het verlengde van de Abraham Kuyperlaan en  Troelstralaan langs het Osdorpplein en aansluitend op de Cornelis Lelylaan naar de Haagseweg zou lopen. De weg zou, zoals de Lelylaan, over het grootste deel verhoogd op een dijk met ongelijkvloerse kruisingen worden aangelegd. Het dijklichaam werd in de jaren zestig aangelegd tussen de Osdorper Ban en de Pieter Calandlaan en is lange tijd grotendeels ongebruikt gebleven en werd door kinderen als speelplaats of in de winter voor sleetje rijden gebruikt. In tegenstelling tot in Geuzenveld waren er nog geen viaducten gebouwd.Op sommige kaarten is de Abraham Kuyperlaan voorbij de Haarlemmerweg doorgetrokken te zien naar een "Hemtunnelproject" 
Het enige deel van de weg dat wel als doorgaande laaggelegen stadsautoweg in 1972 werd gerealiseerd was het zuidelijke deel dat de Plesmanlaan verbond met de Haagseweg. Dit deel tussen Plesmanlaan en de Laan van Vlaanderen is in 1988 gedeeltelijk verdwenen door de aanleg van de wijk Nieuw-Sloten, op het traject zijn het Kasterleepark en het Belgiëplein aangelegd. Het meest zuidelijke deel, dat nu Nieuw-Sloten vanaf de Laan van Vlaanderen verbindt met de Haagseweg, bestaat nog, maar heet sinds 1991 Anderlechtlaan (stadsroute S107).

## Verwijdering

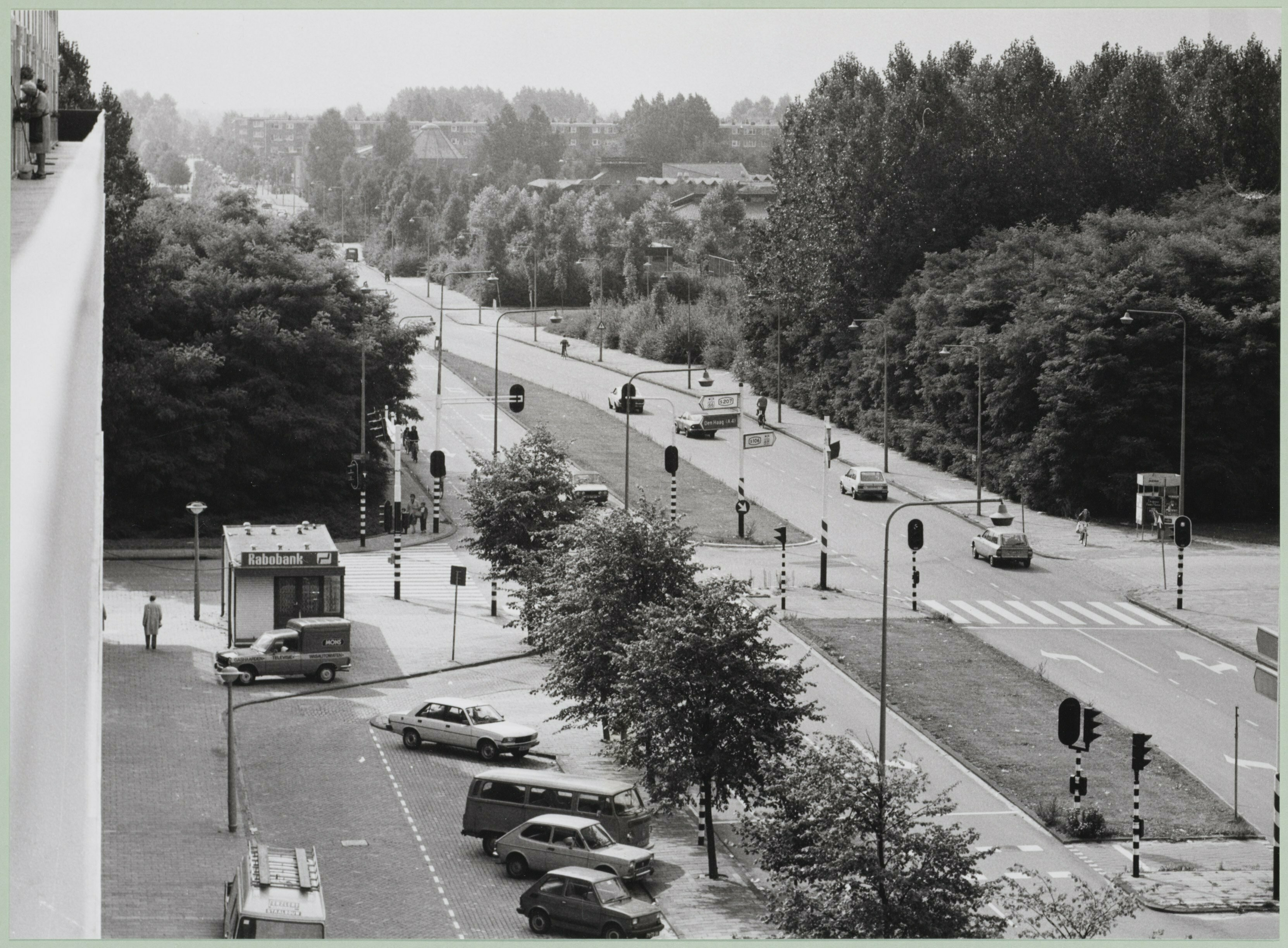
Kruising van het nooit gebruikte talud met de Pieter Calandlaan 1981

In de jaren tachtig werd het grootste gedeelte van het dijklichaam afgegraven, alleen het gedeelte tussen de Osdorper Ban en de Osdorpergracht bleef gehandhaafd. Het gedeelte van het tracé bij het Osdorpplein werd gebruikt voor de uitbreiding van het winkelcentrum en ten zuidoosten van het plein nabij Meer en Vaart verscheen in de jaren tachtig sociale woningbouw. Op het grasveld tussen Meer en Vaart en het dijklichaam nabij de Osdorper Ban verscheen in de jaren zeventig het politiebureau Meer en Vaart.
Begin jaren twintig werd ook het dijklichaam tussen het Osdorper Ban en Remijden afgegraven en bestemd voor bebouwing. Alleen een klein gedeelte van het dijklichaam tussen Remijden en langs het Groenpad bestaat nog.  
Het meest noordelijke deel gedeelte, tussen de Ookmeerweg en de Osdorper Ban, kreeg begin jaren zestig net als de Troelstralaan gescheiden rijbanen en een brede middenberm. In het kader van de stadsvernieuwing in Osdorp werd dit gedeelte in de jaren na 2000 opgeofferd aan de woningbouw en vervangen door een verlengde Meer en Vaart. Er bleef slechts een woonstraat over ter ontsluiting van de flats in de drie nieuwe gebouwen (Marco Polo, Willem Barentsz en Abel Tasman) die gelegen zijn tussen Ookmeerweg, Meer en Vaart en Osdorper Ban.